# محمد مختاری (جنبش سبز)
محمد مختاری (۱۹ شهریور ۱۳۶۸ – ۲۵ بهمن ۱۳۸۹ در تهران) یکی از دو نفری است که در جریان اعتراضات خیابانی بیست و پنجم بهمن ماه سال ۱۳۸۹ و در همبستگی با تظاهرکنندگان در مصر و تونس در تهران کشته شد. مجید مختاری برادر محمد مختاری، پس از کشته شدن برادرش در ۲۵ بهمن ۱۳۸۹ در یک مصاحبه تلفنی با مسیح علی‌نژاد خطاب به نیروهای امنیتی گفت: دردآور است که حتی تابوت برادرم را هم دزدیده‌اند.

وی در خیابان رودکی (پنجاه متر مانده به خیابان توحید) و به گفته‌ها شاهدان به ضرب گلولهٔ مستقیم مأموران موتور سوار نیروی انتظامی و به وسیلهٔ کلت کمری مجروح شد. ابتدا در اخبار منتشر شده بود که تیر به کتف محمد مختاری اصابت کرده بود اما پدرش در مصاحبه با روزآنلاین گفت:
«تیر به پیشانی محمد خورده و بیرون نیامده بود، یعنی توی سرش گیر کرده بود. دقیقاً به پیشانی همان وسط خورده بود. بعد از شستن پیکر محمد، صورتش را باز کردیم و جای گلوله را بوسیدم.»
پیکر محمد مختاری در بهشت زهرا قطعه ۲۴۹ ردیف ۸۳ شماره ۶ به خاک سپرده شد. محمد مختاری ظهر روز کشته شدنش پیش از آنکه به راهپیمایی برود به شوخی به مادرش گفته بود:
بیایید بنشینیم آخرین ناهار را هم دورهم بخوریم…
بنا به گفته‌های نزدیکان محمد مختاری، او عاشق زندگی و بسیار پرشور هیجان بود. فوتبال و موسیقی را بسیار دوست داشت و پیانو می‌نواخت. فیلم کوتاهی از پیانو زدن او به جا مانده‌است.

## زندگی‌نامه
محمد مختاری، ۲۲ ساله، دانشجوی مهندسی معدن دانشگاه آزاد شاهرود، بر اثر شلیک مستقیم گلوله نیروهای امنیتی کشته شد. وی در خیابان رودکی (پنجاه متر مانده به خیابان توحید) و به ضرب گلولهٔ مستقیم مأموران موتورسوار نیروی انتظامی و به وسیلهٔ کلت کمری کشته شد. خبرگزاری فارس برای سلب مسئولیت از نیروهای امنیتی رژیم ایران این قتل را به مجاهدین خلق نسبت داده و نوشت:
«عوامل فتنه‌گر و گروهک مزدور و تروریستی منافقین (سازمان مجاهدین خلق) روز گذشته تنی چند از هموطنانمان را با تیر مستقیم مورد هدف قرار دادند که ۲ تن از این هموطنانمان به شهادت رسیده و باقی به شدت زخمی شدند.»
پدر محمد مختاری می‌گوید:
«نزدیک‌های ساعت یک بعد از ظهر بود که شنیدم مردم راهپیمایی کردند و باز درگیری شده. من همان‌جا حس کردم، دل‌شوره گرفتم که محمد کجاست. سریع زنگ زدم خانه و گفتم محمد؟ گفتند از آن موقعی که رفت بیرون هنوز نیامده خونه. خب دل‌نگران بودم و قدم می‌زدم در آن شعبه، پیش خودم حس کردم ناراحتی‌ام بیشتر از این است که محمد آدمی نیست که جلو نرود، محمد می‌رود جلو.»
م. م برادر محمد مختاری از چگونگی اطلاعش از شهادت محمد می‌گوید:
«از سر کلاس آمدم بیرون که یکی دو تا از دوستانم را دیدم تعجب کردم که به دیدنم آمدند چون دپارتمان آنها با دپارتمان من فرق می‌کرد. گفتم شما اینجا چکار می‌کنید گفتند همینجوری آمدیم سر بزنیم. همین‌طور پیاده داشتیم می‌رفتیم که من شروع کردم اس‌ام‌اس و ویس‌میل‌ها را چک کردن. اس‌ام‌اس دوم یا سوم بود که از طریق فیس‌بوک به موبایلم آمده بود. یکی بود ناآشنا بود که شاید از طریق دوستانِ دوستانِ محمد شاید پیام داده بود. اس‌ام‌اس زده بود که آیا محمد مختاری که شهید شده برادر تو است… یکهو ایستادم. قدم‌هایم سنگین شده بود. اصلاً نمی‌توانستم راه بروم. دیگر دوستانم مرا کشاندند و کشاندند، فشارم افتاده بود پایین، بعد برگشتم توی آپارتمانم دیدم دایی من پشت سرم است، دایی‌ام را که دیدم فهمیدم اصلاً چی شده… بعد هیچی دیگه…»
چند نفر از نیروهای امنیتی شبانه به خانه محمد مختاری می‌روند. پدر محمد، بعدها در مصاحبه‌ای که با او انجام شد شرح می‌دهد که آنها آن شب از خانواده‌اش چه می‌خواستند:
«با ناراحتی توی خانه نشسته بودیم. ساعت دو بعد از نصف شب دیدم زنگ می‌زنند. رفتم پایین در دیدم سه نفر هستند. تسلیت به ما گفتند و بعد به ما گفتند اگر ممکن است یک قطعه عکس از محمد به ما بدهید تا ما او را بسیجی معرفی کنیم، گفتم بنده نمی‌خواهم او را جزو بسیج معرفی کنید. گفتند به نفع شماست می‌توانید از امتیازاتش استفاده کنید. گفتند حالا شما با خانواده مشورت کنید، ما نیم ساعت روی نیمکتِ میدان منتظر شما می‌نشینیم. من آمدم بالا صحبت کردم و هیچ‌کدام ما حاضر به قبول کردن دیه نبودیم. آمدم پایین دیدم آنها خودشان آمدند جلو. گفتند چی شد، گفتم نه، هرگز قبول نخواهیم کرد. گفتم حالا اگر قبول نکنم چه می‌شود. گفتند فردا برای تحویل جنازه دچار مشکل می‌شوید. خیلی اصرار کردند ما زیر بار نرفتیم. دیگه اینها رفتند و صبح دوباره برگشتند اما صبح دیگر صحبتی در رابطه با اینکه عکس محمد را بدهید نکردند. من فکر می‌کنم شب اینها رفتند تحقیقاتی کردند وارد فیس‌بوک محمد شدند و دیدند اگر این کار را بکنند جواب فیس‌بوک را چه می‌توانند بدهند. چون محمد در فیس‌بوکش نوشته بود خدایا ایستاده مردن را نصیبم کن که از نشسته در ذلت زیستن خسته شدم، چندین جمله دیگر هم نوشته بود. من فکر می‌کنم این جمله‌هایی که نوشته بود را دیدند و دیگر اصرار نکردند.»
صبح روز ۲۷ بهمن نهادهای امنیتی پیکر محمد را به خانه‌اش آوردند. پدر و مادر محمد مختاری از در خانه‌شان که بیرون آمدند، می‌بینند زنان چادری و سیاهپوشی که هم شعار می‌دهند و هم گریه می‌کنند. پدر و مادر محمد، زنی را که در حلقه دیگر زنان بیش از همه گریه می‌کند را نمی‌شناسند.
دقایقی بعد تلویزیون رسمی ایران و خبرگزاری‌های نزدیک به حکومت ایران، عکس‌ها و صحنه‌هایی از مراسم تشییع پیکر محمد مختاری را منتشر می‌کنند. این رسانه‌ها اعلام می‌کنند که پیکر محمد مختاری در دستان جمعی از «مردم انقلابی ایران» تشییع شده‌است.
برادر محمد که دور از خانواده‌اش در خارج ایران زندگی می‌کند، چشم از کامپیوتر برنمی‌دارد. او هم چهره کسانی که زیر تابوت محمد را گرفته‌اند، نمی‌شناسد.

م. م برادر محمد مختاری:
«سریع تابوت را برمی‌دارند و دور و بر تابوت می‌ایستند و پرچم جمهوری اسلامی را می‌اندازند روی تابوت. این کارها واقعاً چندش‌آور است؛ یعنی این دروغ، دروغ‌های احمدی‌نژاد نیست. دروغ این است که شما قاتل را می‌دانید چه کسی است ولی دارید دروغ می‌گویید، یعنی جلوی چشم مردم؛ یعنی این کارهایی که اینها می‌کنند، اینکه نمی‌شود اینها در روز روشن بردارند یک آدم بی‌گناه را بکشند. نه، او آزادی می‌خواست. او خسته شده بود از این مملکت.»
سال بعد، مقامات امنیتی که پیشتر محمد مختاری را «شهید» معرفی کرده بودند، این بار هیچ برنامه‌ای برای برگزاری سالگرد او ندارند. اما پدر محمد را خواسته‌اند و به او می‌گویند حق برگزاری مراسم سالگرد را ندارید. پدرش می‌گوید محمد عاشق زندگی بود:
«در یک جایی من رفتم به من جواب دادند که جنگ است، در جنگ هم که نان و حلوا خیرات نمی‌کنند، گفتم اگر جنگ بوده چرا زودتر نگفتید، بچه من دست خالی رفته آنجا به هر حال ما هم که تابع آنهاییم، نمی‌دانیم چیکار باید بکنیم همینجور ماندم که سالگرد را چه کنم.»
پدر محمد مختاری، در مصاحبه با کمپین بین‌المللی حقوق بشر در ایران گفت که شکایت و دادخواهی خانواده او به سرانجامی نرسیده و برای این پرونده «قرار منع تعقیب» صادر شده‌است. او گفت:
«از ما خواستند دیه بگیریم اما نپذیرفتیم» چون «تنها خواسته ما معرفی قاتل محمد است.»
پدر محمد مختاری گفت:
«پرونده در دادسرای اوین بود اما پی‌گیری ما به نتیجه نرسید. منع تعقیب اعلام کردند. دو بار شکایت کردیم و باز منع تعقیب زدند. گفتند قاتل پیدا نشد و وظیفه جمهوری اسلامی است که دیه بدهد. گفتم ما اگر دیه می‌خواستیم همان روز اول می‌گرفتیم همان یکی دو روز اول که از بنیاد شهید آمدند خانه ما و گفتند پرونده بسازیم و شهید اعلام کنیم و دیه بدهیم. ما قبول نکردیم حالا هم تنها خواسته ما معرفی قاتل محمد است و دیه نمی‌خواهیم اما پرونده را بسته‌اند و دست ما کوتاه است.»
پدر محمد در ششمین سالگرد کشته شدن فرزند جوانش به کمپین گفت که خانواده محمد مختاری مراسمی برای سالگرد نداشتند. او گفت:
«هرسال به پلیس امنیت احضار می‌کردند و امسال تصمیم گرفتیم هیچ مراسمی نگیریم. نمی‌خواستیم یک عده مردم بیایند و دچار مشکل شوند. امسال خودمان خانوادگی سر مزار محمد رفتیم و برنامه دیگری نداشتیم. اعلام هم نکردیم چه زمانی سر مزار می‌رویم چون اگر مردم می‌دانستند می‌آمدند و همزمان نیروهای امنیتی آنجا مشکل ایجاد می‌کردند.»

پدر محمد مختاری بارها به دلیل مصاحبه و اطلاع‌رسانی دربارهٔ فرزندش و همچنین در آستانه سالروز تولد و سالگرد کشته شدن او به پلیس امنیت تهران احضار شده و تحت فشار قرار گرفته‌است.
«محمد گفته بود که می‌آید برای ایران و دعوت کرده بود از همه دوستانش که آنها هم بیایند، و سر قرارش هم ماند. برای ایران آمد و برای ایران ماندگار شد.»
مادر محمد مختاری می‌گوید:
«دستبند محمد همچنان بر دستگیره دَر اتاق اش است. اصلاً نمی‌توانم کمدش را خالی کنم اصلافکرش هم توی سرم نمی‌آید که کمدش را خالی کنم فقط تمام مدت من لباس‌هایش را می‌شویم، خشک می‌کنم، اتو می‌کنم می گذارم توی کاورش توی کمدش. نمی‌توانم به خودم اجازه بدهم که این کمد خالی شود و وسایل دیگر بگذارم. اصلاً نمی‌توانم چنین کاری بکنم. گاهگداری می‌روم در کمد را باز می‌کنم یک بویی می‌کنم یاد حالت همان زمان اش و خاطره‌هایش می‌افتم کمی دلم را گرم می‌کند…»
او می‌گوید صحبتی نکرده چون نمی‌تواند بپذیرد با فرزندش چه کرده‌اند و چه اتفاقاتی افتاده‌است.

## خلاصه
پدر محمد در آستانه سالگرد کشته شدن فرزندش در راهپیمایی اعتراضی ۲۵ بهمن می‌گوید: می‌خواستند محمد را بسیجی معرفی کنند اما محمد پیش از مرگ خودش را معرفی کرده بود و آنها نمی‌دانستند اگر محمد را بسیجی معرفی کنند جواب نوشته‌های فیسبوکی اش را چه بدهند پس از گذشت یک سال اسماعیل مختاری پدر محمد مختاری در گفتگو با سرخ سبز در توضیح آنچه در روز تشییع جنازه بر این آنها گذشته‌است می‌گوید برخی از زنان که برای خانوادهٔ ایشان هم ناشناس بوده‌اند با حضور در مراسم تشیع جنازه در مقابل دوربین‌ها نقش مادر محمد مختاری را بازی کرده و شعارهایی را سر می‌دادند که در آن شرایط باعث رنجش این خانواده نیز شده بودند. مراسم تشییع جنازه محمد مختاری، یکی از کشته شدگان ۲۵ بهمن آن زمان وقتی توسط هواداران دولتی برگزار شده بود، مخالفان دولت آن را به «شهید دزدی» تعبیر کرده بودند. اینک پدر محمد مختاری که به گفتهٔ خودش هنوز نمی‌داند که به خانوادهٔ وی اجازه برای برگزاری مراسم سالگرد را می‌دهند یا نه، پرده از تلاش‌هایی که یک سال قبل برای بسیجی معرفی شدنِ محمد مختاری صورت گرفته بود برمی‌دارد و می‌گوید شبی که محمد جان باخت، ساعت دو نیم بعد از نیمه شب به منزل آنها مراجعه کردند و از آنان خواستند تا عکسی از محمد را در اختیارشان قرار دهند که او را پیش از روز تشییع جنازه به عنوان بسیجی معرفی کنند. در آستانه سالگردِ کشته شدنِ محمد مختاری در راهپیمایی اعتراضی ۲۵ بهمن ۸۹، با پدر وی در مورد برخی از جزئیات آنچه در زمان جان باختن و به خاک سپردن این جوان و همچنین آنچه در این یک سال بر آنها گذشته‌است.

## فوتبال
حمایت نشریه اسپانیایی Mundo Deportivo از محمد مختاری، هوادار تیم بارسلونا.
او از طرفداران تیم بارسلونا بود و در پروفایل فیس بوک اش که هنوز هم قابل مشاهده است، با پیراهن شماره ۱۰ تیم آرژانتین که متعلق به دیگو مارادونا و لیونل مسی هست عکس‌های بسیاری انداخته بود. کلیپ‌های بسیاری به یاد محمد مختاری و در حمایت از تیم بارسلونا منتشر شده‌است.
پس از قهرمانی تیم فوتبال آرژانتین در جام جهانی ۱۴۰۱ قطر، تصویری از محمد مختاری با لباس شماره ۱۰ تیم ملی آرژانتین در بین کاربران فضای مجازی بسیار پربازدید شد. محمد مختاری جوان ۲۲ ساله ای بود، که در اعتراضات خیابانی ۲۵ بهمن ۱۳۸۹ در تهران کشته شد.

## دلنوشته‌های محمد مختاری
نوشته محمد مختاری که در صفحهٔ فیس‌بوکش منتشر شد.
- خدایا ایستاده مردن را نصیبم کن که از نشسته زیستن در ذلت خسته‌ام![۱۷]

## واکنش خبرگزاری حکومتی ایران
خبرگزاری فارس مسوول تیراندازی به این جوان را «عوامل فتنه‌گر و گروهک مزدور و تروریستی منافقین» دانست.

## درگذشت پدر محمد مختاری
پدر محمد مختاری ۱۲ اسفند ۱۴۰۱ درگذشت.